# Las Navas de la Concepción
Las Navas de la Concepción é um município da Espanha na província de Sevilha, comunidade autónoma da Andaluzia, de área 63 km² com população de 1788 habitantes (2007) e densidade populacional de 29,05 hab/km².

## Demografia
| Variação demográfica do município entre 1991 e 2004 | Variação demográfica do município entre 1991 e 2004 | Variação demográfica do município entre 1991 e 2004 | Variação demográfica do município entre 1991 e 2004 |
| --------------------------------------------------- | --------------------------------------------------- | --------------------------------------------------- | --------------------------------------------------- |
| 1991                                                | 1996                                                | 2001                                                | 2004                                                |
| 1947                                                | 1926                                                | 1874                                                | 1848                                                |